# Международна олимпиада по информатика
Международната олимпиада по информатика е ежегодно състезание по програмиране за ученици, проведено за пръв път през 1989 г. в Правец, България.
По време на двата състезателни дни на учениците се дават по три задачи, които трябва да бъдат решени за пет астрономически часа. Учениците работят самостоятелно на компютри без Интернет връзка. Не е разрешена комуникация между участниците, нито консултация със справочници или книги. За всяка задача участниците трябва да напишат компютърна програма (на C, C++, Pascal, or Java) и да я предадат преди да изтече края на състезанието. Предадените решения се оценяват автоматично като се изпълняват срещу тайни тестови данни.
Крайното класиране са формира като се съберат точките от двата състезателни дена за всеки участник. 50% от участниците се награждават с медали, като медалите са разпределени в съотношение златен:сребърен:бронзов като 1:2:3. Така 1/12 от участниците получават златен медал.

## История на Международната олимпиада по информатика
По време 24-тата генерална конференция на ЮНЕСКО през октомври 1987 г. в Париж българският математик проф. Благовест Сендов (тогава председател на БАН) в ролята си на български делегат прокарва идеята си за МОИ. Планът е включен в програмата на организацията за 1988 – 1989 г., затова през месец май 1989 г. именно Организацията на обединените нации за образование, наука и култура инициира и финансира първата Международна олимпиада по информатика, България.
Първоначалната идея е да се поощри интересът към компютърните науки и информационните технологии, но и да се срещнат талантливи ученици от различни континенти за обмен на научен и културен опит. Заради важната роля на ЮНЕСКО в развитието на IOI представител на тази организация винаги е канен на олимпиадите.
Пилотното издание на МОИ е реализирано с помощта на Министерството на културата, Съюза на математиците в България, Института по математика към БАН и общинските власти на Правец. За разлика от предишните олимпиади по природни науки, учредени през 60-те и 70-те години на XX век, още в първата олимпиада по информатика се включват не само държави от Източния блок – Чехословакия, Унгария, Полша, СССР (три отбора), Югославия, България (два отбора), но и Куба, Източна и Западна Германия, Гърция, Китай, Зимбабве и Виетнам. Така броят на участващите държави още в дебютното издание е значително по-висок от предшестващите МОИ олимпиади по математика, физика и химия.
Още по време на заседанията на журито в Правец се обсъжда бъдещето на новата олимпиада. Гърция заявява, че може да стане домакин на МОИ през 1991 г., а ФРГ – през 1992 г. Няколко месеца по-късно, през август 1989 г., Беларус поема ангажимент за организиране на МОИ през юли 1990 г. в град Минск.
През 70-те години на XX век в България се провеждат национални състезания по програмиране. Преди МОИ България става домакин на две международни състезания по програмиране: „Отворено състезание по програмиране“ – София, май 1987 г. (част от Втората международна конференция „Деца на информационната ера“); второто състезание се провежда през 1988 г. и е насочено към ученици от технологичните училища. Град Правец, център на производството на български компютри по онова време, е логичният избор за домакин на първата МОИ през 1989 г.
Терминът информатика (англ. informatics), който не е много популярен в англоговорещите страни, е предпочетен след дълго обсъждане пред термините компютърни науки (англ. computer science) и програмиране (англ. programming) заради добре изглеждащото съкращение МОИ (англ. IOI).

## Домакинства на България

### Първата Международна олимпиада по информатика, Правец 1989 г.
Първото издание на Международната олимпиада по информатика се провежда от 16 до 19 май 1989 г. в гр. Правец, България. Самият състезателен ден се състои на 17 май от 14 до 18 ч. Отборите на това издание са по трима участници, с изключение на Унгария и Югославия, които се представят с по двама участници.
Учениците работят на микрокомпютър Правец 16, Правец 82 или на собствен компютър. Максималната оценка общо на трите задачи е 100 точки, разпределени от журито както следва:
- Първа награда – от 91 до 100 т.;
- Втора награда – от 81 до 90 т.;
- Трета награда – от 60 до 80 т.;

Наградите се обявават на официалното закриване и са връчени от Владимир Живков, председател на фондацията „Людмила Живкова“, а всички участници получават диплом за участие.
Първият отбор на България има общо 275 т., а учениците Е. Тодоров, А. Алтънов и И. Маринов печелят съответно една Първа и две Втори награди (равняващи се на златен и сребърни медали). Китай взима две Трети награди с 221 т., ФРГ – Първа и Втора награда с 215 т.., следвани от Чехословакия (209 т.), ГДР (207 т.), СССР – I отбор (190 т.), България – II отбор (188 т. – Т. Тончев взима Първа награда заради своите 100 т.), Унгария (149 т.), Куба (135 т.), Гърция (125 т.), Виетнам (95 т.), Полша (88 т.), СССР – II отбор (72 т.), СССР – III отбор (50 т.), Югославия (30 т.), Зимбабве (17 т.).

### Домакинство на град Пловдив, 2009 г.
България е домакин на XXI Международна олимпиада по информатика, която се провежда от 8 до 15 август 2009 г. в гр. Пловдив. Официалното откриване на олимпиадата е на 9 август, неделя, от 18 ч. в Палата № 7 на Международния панаир, Пловдив. Участие взима Йорданка Фандъкова, министър на образованието, младежта и науката по това време. Световното състезание се провежда под патронажа на тогавашния президент Георги Първанов.
В XXI издание на олимпиадата участват рекорден брой страни – 78, от всички континенти на планетата. България участва с 3 отбора, т.е. с общо 12 ученици. Като домакин страната ни има право на 2 отбора и отбор на града, в който се провежда състезанието. Националният отбор печели 2 сребърни и 2 бронзови медала, а общо с отличията на другите български участници постиженията стават 4 сребърни и 4 бронзови медала.

## Издания[1]
| Номер | Година | Дати                    | Домакин         | Град на провеждане    |
| ----- | ------ | ----------------------- | --------------- | --------------------- |
| 1     | 1989   | 16 – 19 май             | България        | Правец                |
| 2     | 1990   | 15 – 21 юли             | Беларус, СССР   | Минск                 |
| 3     | 1991   | 19 – 25 май             | Гърция          | Атина                 |
| 4     | 1992   | 11 – 21 юли             | Германия        | Бон                   |
| 5     | 1993   | 16 – 25 октомври        | Аржентина       | Мендоса               |
| 6     | 1994   | 3 – 10 юли              | Швеция          | Ханинге               |
| 7     | 1995   | 26 юни – 3 юли          | Холандия        | Айндховен             |
| 8     | 1996   | 25 юли – 2 август       | Унгария         | Веспрем               |
| 9     | 1997   | 30 ноември – 7 декември | ЮАР             | Кейптаун              |
| 10    | 1998   | 5 – 12 септември        | Португалия      | Сетубал               |
| 11    | 1999   | 9 – 16 октомври         | Турция          | Анталия-Белек         |
| 12    | 2000   | 23 – 30 септември       | Китай           | Пекин                 |
| 13    | 2001   | 14 – 21 юли             | Финландия       | Тампере               |
| 14    | 2002   | 18 – 25 август          | Република Корея | Йонгин                |
| 15    | 2003   | 16 – 23 август          | САЩ             | Кеноша, Уисконсин     |
| 16    | 2004   | 11 – 18 септември       | Гърция          | Атина                 |
| 17    | 2005   | 18 – 25 август          | Полша           | Нови Сач              |
| 18    | 2006   | 13 – 20 август          | Мексико         | Мерида, Юкатан        |
| 19    | 2007   | 15 – 22 август          | Хърватия        | Загреб                |
| 20    | 2008   | 16 – 23 август          | Египет          | Кайро                 |
| 21    | 2009   | 8 – 15 август           | България        | Пловдив               |
| 22    | 2010   | 14 – 21 август          | Канада          | Уотърлу, Онтарио      |
| 23    | 2011   | 22 – 29 юли             | Тайланд         | Патая                 |
| 24    | 2012   | 23 – 30 септември       | Италия          | Сирмионе / Монтикиари |
| 25    | 2013   | 6 – 13 юли              | Австралия       | Бризбън               |
| 26    | 2014   | 13 – 20 юли             | Тайван          | Тайпе                 |
| 27    | 2015   | 26 юли – 2 август       | Казахстан       | Алмати                |
| 28    | 2016   | 12 – 19 август          | Русия           | Казан                 |
| 29    | 2017   | 28 юли – 4 август       | Иран            | Техеран               |
| 30    | 2018   | 1 – 8 септември         | Япония          | Цукуба                |
| 31    | 2019   | 4 – 11 август           | Азербайджан     | Баку                  |
| 32    | 2020   | 13 – 19 септември       | Сингапур        | Сингапур (онлайн)     |
| 33    | 2021   | 19 – 25 юни             | Сингапур        | Сингапур (онлайн)     |
| 34    | 2022   | 7 – 15 август           | Индонезия       | Джокякарта            |
| 35    | 2023   | 28 август – 4 септември | Унгария         | Сегед                 |
| 36    | 2024   | 1 – 8 септември         | Египет          | Александрия           |
| 37    | 2025   | 27 юли – 3 август       | Боливия         | Сукре                 |
| 38    | 2026   | 9 – 16 август           | Узбекистан      | Ташкент               |
| 39    | 2027   | 12 – 19 септември       | Германия        | Потсдам               |
| 40    | 2028   |                         | Япония          |                       |
| 41    | 2029   |                         | България        |                       |